# Autostrada A151 (Franța)
Autostrada A151, sau A151, este o autostradă franceză scurtă care asigură legătura între A150 și drumul expres RN27. Continuată de acesta din urmă, ele fac parte din legătura Rouen - Dieppe.
Această autostradă este gratuită, deși este parțial concesionată companiei SAPN.

## Istoric
Declarații de utilitate publică
- 24.05.1974: Secțiunea Roumare - Eslettes (A150 - ieșirea 1)[1][2], (→ RN315).
- 13.12.1979: Secțiunea Roumare - Eslettes (A150 - ieșirea 1)[3], (preluată de RN315).
- 16.01.1991: Secțiunea Eslettes - Varneville-Bretteville (ieșirea 1 - RN27)[4] (declarația a fost prelungită pe 13.01.1998[5]).
- 26.11.1997: Secțiunea Varneville-Bretteville - Tôtes-Sud[6], (→ RN27).
- 03.11.2005: Secțiunea Manéhouville - Dieppe[7], (→ RN27)[n 2].
- 03.11.2005: Nodul rutier de la Manéhouville (partea de sud, bretea suplimentară către Rouen)[7].

Puneri în funcțiune
- 07.01.1978: Secțiunea Roumare - Eslettes (A150 - ieșirea 1), (→ RN315).
- 1979: Secțiunea Roumare - Eslettes (A150 - ieșirea 1), (preluată de RN315).
- 08.1988: Secțiunea Varneville-Bretteville - Tôtes-Sud (2x2 benzi, intersecții la nivel), (→ RN27).
- 01.1992: Secțiunea Tôtes-Sud - Tôtes-Nord (→ RN27).
- 17.12.1997: Secțiunea Tôtes-Nord - Manéhouville (→ RN27).
- 19.05.1999: Secțiunea Eslettes - Varneville-Bretteville (ieșirea 1 - RN27).
- 11.2000: Secțiunea Varneville-Bretteville - Tôtes-Sud (adusă la standarde), (→ RN27).
- 2017: Nodul rutier de la Manéhouville (partea de sud, bretea suplimentară către Rouen).
- 30.06.2022: Secțiunea Manéhouville - Arques-la-Bataille (parțial cu 2x2 benzi)[n 3], (→ RN27).

## Traseu
| De la A150 până la ieșirea 1; secțiune gratuită, neconcesionată, administrată de DIR Nord-Ouest.                                           | |           |
| A150 | |           |
| Intersecție | Nod rutier între A150 și A151: Rouen (nod rutier parțial). | A150      |
| A151 | |           |
| | Limitare la 90 km/h (sens Dieppe > Rouen). |           |
| 1 - Eslettes | Orașe deservite: Eslettes, Montville, Malaunay. | RD47      |
| De la ieșirea 1 până la RN27; secțiune gratuită concesionată companiei SAPN.                                                               | |           |
| Intersecție | Nod rutier între A29 și A151: Caen, Le Havre, Fécamp; Calais, Amiens. | A29 E44   |
| 2 - Varneville-Bretteville | Orașe deservite: Clères, Barentin, Val-de-Saâne. | RD2       |
| De la A151 până la Arques-la-Bataille; secțiune gratuită, neconcesionată, cu statut de drum expres (RN27), administrată de DIR Nord-Ouest. | |           |
| A151 | |           |
| RN27 | |           |
| D927 - Tôtes-sud | Orașe deservite: Le Havre, Tôtes, Saint-Saëns, Yvetot (nod rutier parțial). | RD927     |
| D929 - Tôtes-ouest | Intrare pe drumul expres doar în direcția Dieppe. (nod rutier parțial). | RD929     |
| D353 - Biville-la-Baignarde | Orașe deservite: Biville-la-Baignarde, Beauval-en-Caux, Auffay, Val-de-Saâne. |           |
| D149 - Criquetot-sur-Longueville | Orașe deservite: Belmesnil, Omonville, Bacqueville-en-Caux, Longueville-sur-Scie.                                                                                                   | RD149     |
| D108 - Manéhouville | Orașe deservite: Manéhouville, Auppegard, Brachy. | RD108     |
| | Viaductul peste Râul Scie. |           |
| RN27 | |           |
| Tourville-sur-Arques | Orașe deservite: A28 Amiens, Paris, Beauvais, Les Grandes-Ventes, Torcy-le-Grand, Tourville-sur-Arques, Saint-Aubin-sur-Scie, Aerodromul Dieppe - Saint-Aubin, Castelul Miromesnil. | A28 RD915 |
| RN27 | |           |
| Secțiune fără ieșiri pe o distanță de 2 km.                                                                                                | |           |
| RN27 | |           |
| Arques-la-Bataille | Orașe deservite: Dieppe, Saint-Nicolas-d'Aliermont, Rouxmesnil-Bouteilles, Zone industriale, Terminalul de feriboturi, Offranville, Saint-Aubin-sur-Scie                            | RD54      |
| Arques-la-Bataille | Orașe deservite: Aubermesnil-Beaumais, Arques-la-Bataille, Castelul Arques | RD23      |